# Walter Bongartz
Walter Bongartz (* 19. Februar 1946 in Regensburg) ist ein deutscher Hypnoseforscher und -therapeut.
Bongartz wurde 1978 an der Universität Konstanz im Fachbereich Psychologie und Soziologie zum Dr. rer. nat. promoviert; 1993 habilitierte er sich und lehrte danach an derselben Universität. Er war Akademischer Rat der Fachgruppe Psychologie an derselben Universität, Präsident der Deutschen Gesellschaft für Hypnose, der European Society of Hypnosis sowie der International Society of Hypnosis.
Für sein „Lebenswerk auf dem Gebiet der Hypnose und Hypnotherapie“ erhielt Bongartz den Milton-Erickson-Preis der Milton-Erickson–Gesellschaft.